# Stary Groń (Schlesische Beskiden)
Der Stary Groń ist ein langgezogener Berg in Polen. Mit einer Höhe von 798 m ist er einer der niedrigeren Berge im Barania-Kamm in den Schlesischen Beskiden. Der Berg ist ein beliebtes Touristenziel mit vielen Ausblicken auf die benachbarten Gebirge und das Tiefland. Er gehört zum Gemeindegebiet von Brenna.

## Tourismus
- Auf den Gipfel führen mehrere markierte Wanderwege von Brenna.